# Велоспорт на треку

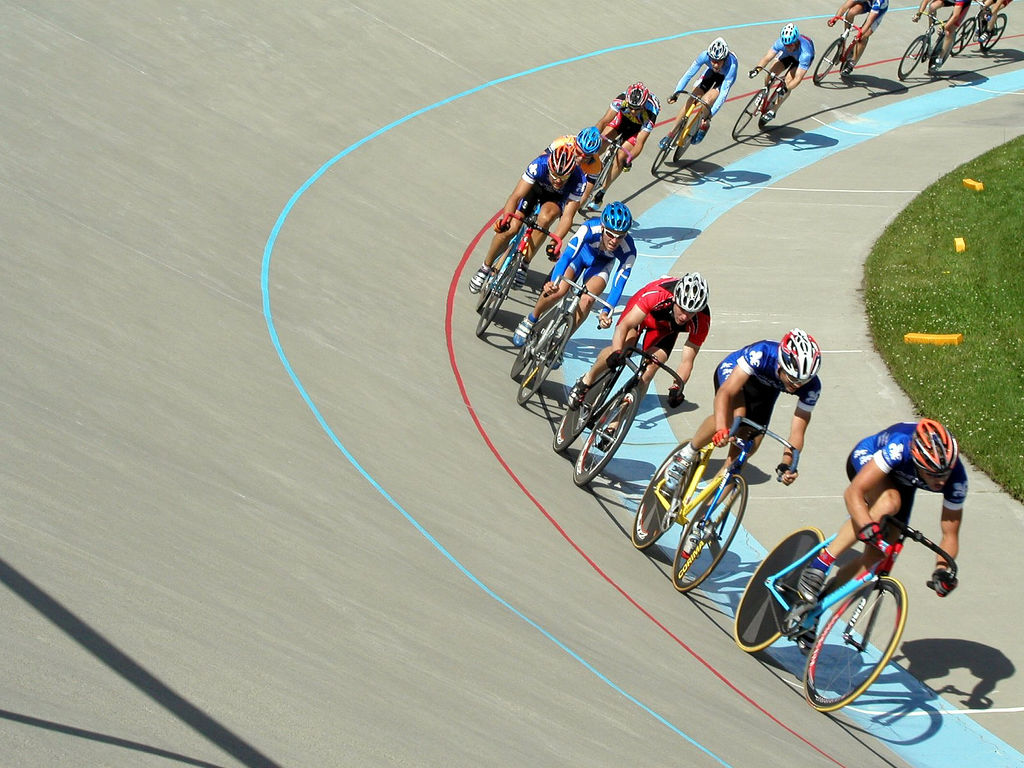
Під час гонки

Велоспорт на треку (або велогонки на треку) — вид велоспорту, що проходить на велотреках з використанням спеціальних трекових велосипедів.

## Історія

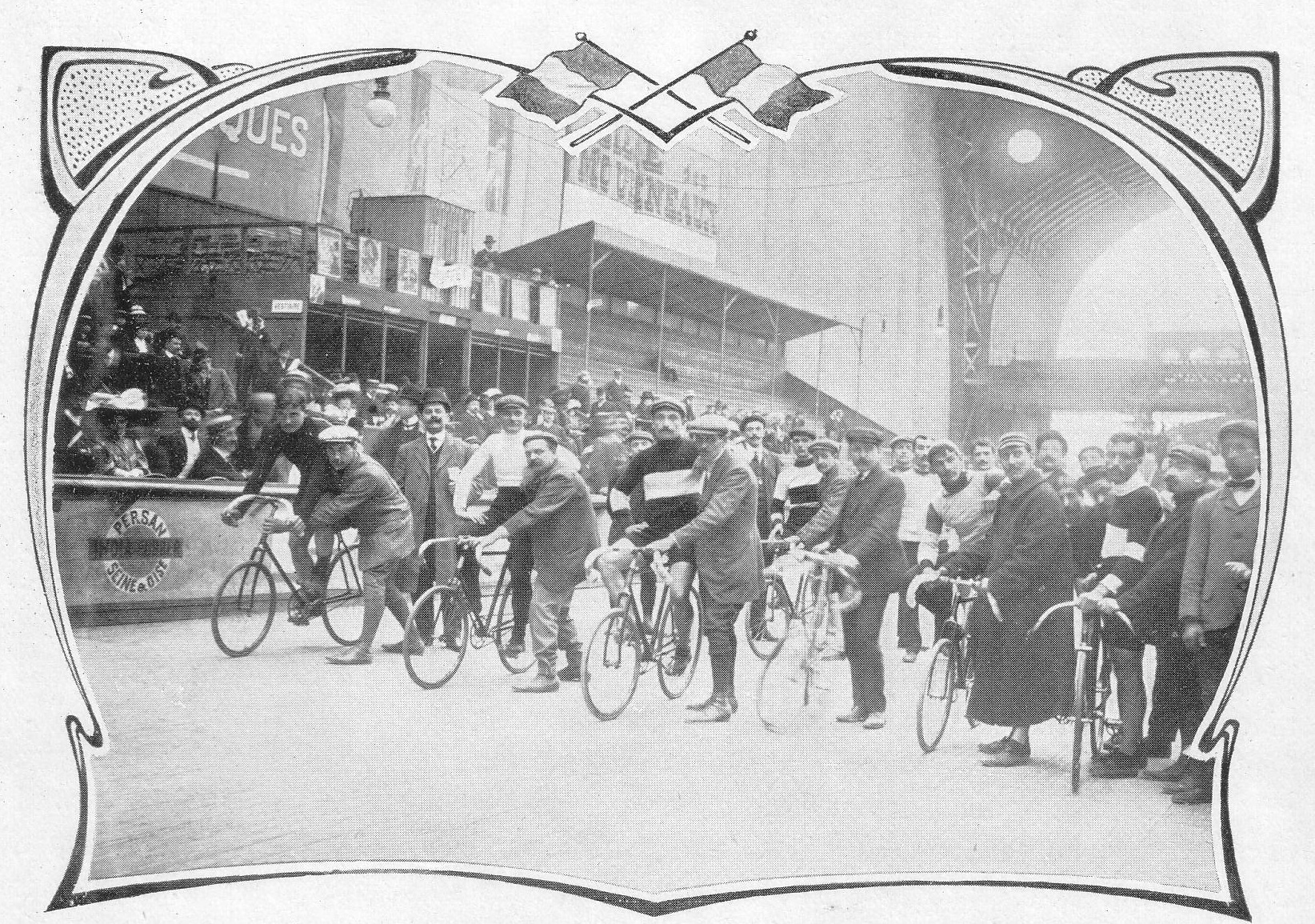
Перегони Bol d'Or 1908 року

Велогонки на треку виникли в 1870-х роках. У той час велоспорт лише зароджувався, тому прототипи сучасних велодромів мали форму дерев'яних закритих велотреків з двома прямими та злегка нахиленими поворотами. Така закрита конструкція давала змогу встановлювати платні входи на змагання, що робила гонки прибутковим видом спорту. Перші велотреки вміщали до 2000 глядачів, крім того, вони дозволяли проводити змагання і цілий рік. Основні центри тогочасних велогонок на треку були у Великій Британії, зокрема у Бірмінгемі, Шеффілді, Ліверпулі, Манчестері та Лондоні.
Найбільш помітні зміни за понад столітню історію велотреку торкнулися самих велосипедів, які ставали все легшими, аеродинамічнішими і швидшими.

## Основні центри
Велоспорт на треку особливо популярний в Європі, зокрема в Бельгії, Франції, Німеччині і Великій Британії, де його часто використовують для міжсезонної підготовки шосейних гонщиків. Це вид спорту також популярний в Японії і Австралії.
В Сполучених Штатах трекові велоперегони досяг піку популярності в 1930-х рр., коли на арені Медісон-сквер-гарден у Нью-Йорку проводили шестиденні перегони. Саме там зародилася одна із дисциплін велотреку — медісон.

## Дисципліни у велоспорті на треку
Дисципліни у трекових перегонах поділяються на дві великі категорії — спринт та гонки на витривалість. Гонщики, як правило, виступають в одній з цих категорій.
Спринтерські дисципліни зазвичай мають від 8 до 10 кіл і фокусуються на чистій спринтерській силі та тактиці для перемоги над суперниками.
Спринтерські дисципліни
- Спринт
- Командний спринт
- Кейрін
- Гіт (1 км для чоловіків, 500 м для жінок)

Гонки на витривалість проводяться на значно більші відстані. Довжина цих гонок варіює від 12-16 кіл для індивідуальної та командної гонки переслідування, до 200 кіл для повної гонки медісон на Чемпіонаті світу або Олімпійських іграх. Хоча ці насамперед випробовують витривалість гонщиків, проте в медісоні, гонці за очками та скретчі необхідні також спринтерські якості
Гонки на витривалість
- Індивідуальна гонка переслідування (4000 м для чоловіків, 3000 м для жінок)
- Командна гонка переслідування (4000 м для чоловіків, 3000 м для жінок)
- Скретч (10 км для чоловіків, 5 км для жінок)
- Гонка за очками (40 км для чоловіків, 25 км для жінок)
- Медісон (60 км для чоловіків)

Окремою дисципліною є омніум, що поєднує у собі 6 дисциплін, як спринтерських, так і на витривалість.

## Основні змагання

### Олімпійські ігри
Проводиться раз на чотири роки в рамках літніх Олімпійських ігор. Вперше трекові велоперегони з'явилися на перших сучасних Олімпійських іграх 1896 в Афінах і відтоді їх включали у програму кожних наступних Ігор, окрім Ігор 1912 року. Жінки почали виступати в трекових дисциплінах лише 1988 року. На останніх Олімпійських іграх в Лондоні розігрували медалі в 10 дисциплінах (по 5 для жінок та чоловіків).

### Чемпіонат світу з трекових велоперегонів
Чемпіонат світу з трекових велоперегонів (англ. UCI Track Cycling World Championship) проводиться раз на рік, зазвичай в березні або квітні в кінці зимового сезону. На 2014 рік змагання проводились в 19 дисциплінах: 10 для чоловіків і 9 для жінок. Кваліфікація проходить впродовж сезону в межах Кубка світу.

### Кубок світу з трекових велоперегонів
Кубок світу з трекових велоперегонів (англ. UCI Track Cycling World Cup) складається з чотирьох або п'яти етапів, що відбуваються в різних країнах в усьому світі протягом зимового велотрекового сезону. Ці етапи включають 17 з 19 існуючих зараз дисциплін (за винятком омніуму для чоловіків і жінок), змагання з яких проводяться протягом трьох днів.
За місця в гонках гонщикам нараховуються очки, які зараховуються в індивідуальний залік та залік національних команд для кваліфікації на Чемпіонат світу з трекових велоперегонів в кінці сезону. Лідер в кожній дисципліні носить білу майку лідера, а переможець заліку в кінці сезону носить її на Чемпіонаті світу. Гонщики змагаються за національні збірні або за професійні команди.